# アインシュタイン (テレビ番組)
『アインシュタイン』は、1990年10月10日から1991年9月10日までフジテレビで毎週水曜 25:10 - 25:40 (JST) に放送されていた30分枠の科学情報番組（教養番組）。最終回は特別に60分枠で放送された。1991年9月26日午前1:10 - 2:10 (JST)。

## 概要
司会はフジテレビアナウンサーの城ヶ崎祐子と松尾紀子の2人（現在はともにフリー）。番組は2部構成で、前半では『nature』や『New Scientist』などの欧米の科学雑誌に掲載された論文の中から興味深いものを4本程度ピックアップしてその内容を紹介する「クリッククラッシュ」、後半では宇宙物理学や分子生物学など当時の最新科学の概念を毎回特集して解説していた「アルベルトガーデン」という構成であった。
最終回のテーマは「科学と神」であった。【第1部】～科学者は神とどう付き合ってきたのか？～【第2部】科学の神秘～7つの謎～そこに神がいるのか？【第3部】科学は人間を神にできるのか？【第4部】プラトンを超えて。ちなみにテーマ発表時BGMでリヒャルト・シュトラウスの「ツァラトゥストラはこう語った」（導入部）がながれていた。
番組の特徴として、スタジオ中央のテーブルと司会の二人が座る椅子以外は全てCGによる表現が使われており、スタジオ全体がヴァーチャルスタジオとなっていたことが挙げられる。当時ヴァーチャルスタジオを全面的に使用したレギュラー番組は日本ではほとんど放送されておらず、非常に珍しい存在だった。
後にこの番組を手がけたスタッフがほぼ同じ映像表現手法 (Amiga) を用いた朝の児童向け番組『ウゴウゴルーガ』が話題となり、それ以後はこの番組を再評価する声が高まった。また、CSで再放送され、新たなファンを獲得している。
また、この番組の構成台本を基にした4冊の関連書籍が双葉社から出版されたほか、城ヶ崎と松尾は同系列の特撮番組『不思議少女ナイルなトトメス』11話に出演した。

## スタッフ
- 企画：小牧次郎（フジテレビ）
- 構成：渡辺健一、西舘彰芳
- CGデザイン：岩井俊雄
- 技術協力：テレテック、映像通信
- プロデューサー：竹内美樹男
- ディレクター：福原伸治
- 制作著作：フジテレビ

## ネット局
| 放送対象地域 | 放送局                | 系列           | 放送日時                    | ネット状況                        |
| ------------ | --------------------- | -------------- | --------------------------- | --------------------------------- |
| 関東広域圏   | フジテレビ（CX）      | フジテレビ系列 | 木曜（水曜深夜）1:10 - 1:40 | 制作局                            |
| 北海道       | 北海道文化放送（uhb） | フジテレビ系列 | 水曜（火曜深夜）0:40 - 1:10 | 時差ネット                        |
| 宮城県       | 仙台放送（OX）        | フジテレビ系列 | 木曜（水曜深夜）1:10 - 1:40 | 時差ネット                        |
| 福島県       | 福島テレビ（FTV）     | フジテレビ系列 | 水曜（火曜深夜）1:10 - 1:40 | 時差ネット                        |
| 広島県       | テレビ新広島（tss）   | フジテレビ系列 | 水曜（火曜深夜）0:50 - 1:20 | 時差ネット                        |
| 熊本県       | テレビ熊本（TKU）     | フジテレビ系列 | 金曜（木曜深夜）1:00 - 1:30 | 時差ネット                        |
| 福岡県       | テレビ西日本（TNC）   | フジテレビ系列 | 火曜（月曜深夜）1:40 - 2:10 | 遅れ時差ネット （1991年11月時点） |

## 関連書籍
- アインシュタインTV 1 宇宙の根源はヒモである（1991年9月30日発行、フジテレビ編、双葉社、ISBN 4-575-28124-7）
- アインシュタインTV 2 遺伝子は46億年の夢を見る（1991年9月30日発行、フジテレビ編、双葉社、ISBN 4-575-28125-5）
- アインシュタインTV 3 ミトコンドリア・イブの贈り物（1992年4月10日発行、フジテレビ編、双葉社、ISBN 4-575-28158-1）
- アインシュタインTV 4 そして人間は神になれるか（1992年4月10日発行、フジテレビ編、双葉社、ISBN 4-575-28159-X）